# Survivor Series (2011)
Survivor Series 2011 fue la vigesimoquinta edición de Survivor Series, un evento de pago por visión de lucha libre profesional de la empresa WWE. Tuvo lugar el 20 de noviembre de 2011, desde el Madison Square Garden, en la ciudad de Nueva York, Nueva York. El tema oficial del evento fue "Good Feeling" de Flo Rida.

## Producción
El 10 de septiembre de 2011 salieron a la venta los boletos para el 25° aniversario de Survivor Series, dando como resultado que las entradas se agotaron en tan solo 90 minutos.

## Argumento

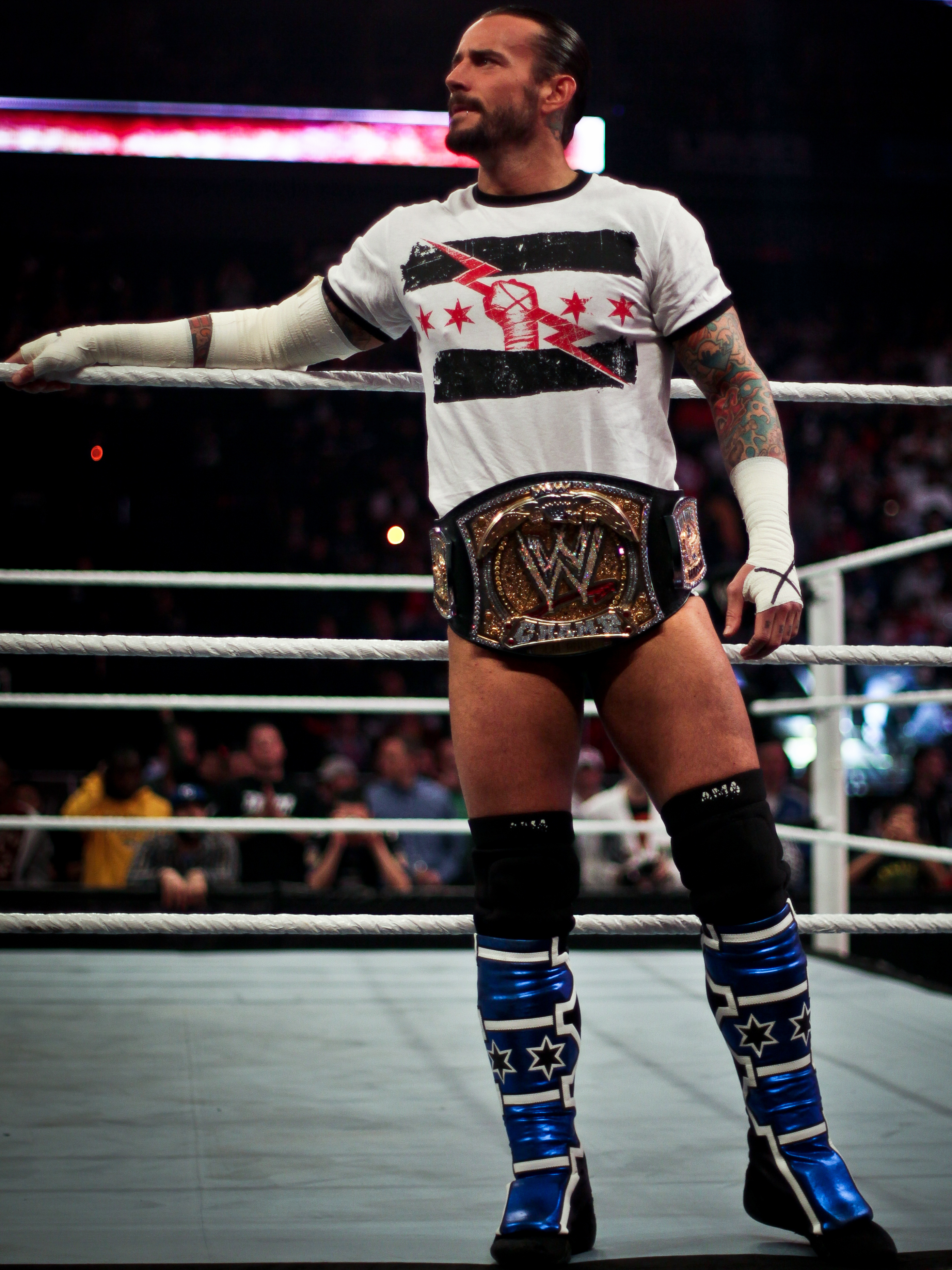
CM Punk con el Campeonato de la WWE en un episodio de Raw después de derrotar a Del Rio en el evento.

En agosto, Beth Phoenix y Natalya iniciaron un feudo con la Campeona de Divas de la WWE Kelly Kelly y Eve, que comenzó cuando Phoenix ganó una Battle Royal, convirtiéndose en la contendiente #1 por el Campeonato de Divas, siendo felicitada por Kelly, pero después Phoenix la atacó, volviéndose heel. Esa misma semana en SmackDown, Natalya se volvió también heel cuando atacó a AJ, aliándose ambas mujeres. Phoenix fue acompañada por Natalya durante sus luchas contra la campeona en SummerSlam, Night of Champions y Hell in a Cell, siendo derrotada las dos primeras veces y ganando la tercera. En Vengeance derrotó a Eve reteniendo el Campeonato, pero el 31 de octubre Eve ganó un Battle Royal ganando una oportunidad contra Phoenix por el Campeonato, eliminando por último a Natalya.
Randy Orton inició un feudo con su excompañero de The Legacy Cody Rhodes, luego de que Rhodes le costara a Orton, la posibliidad de reconquistar el Campeonato Mundial Peso Pesado frente a Mark Henry. Apenas Orton inició su feudo con Rhodes, lo atacó dándole una patada en la cabeza en una edición de SmackDown. Al mismo tiempo, Sheamus atacó a Christian causándole una seria lesión, que lo margina de este evento. Además se mantuvo la rivalidad entre Sin Cara y Hunico, donde en una lucha entre ellos, Sin Cara le quitó la máscara al luchador desconocido y provocó que su rival se convirtiera en Hunico. En la siguiente edición de SmackDown, Orton y Wade Barrett fueron designados por el gerente general de SmackDown Theodore Long, como capitanes de un equipo propio cada uno, para la lucha tradicional del evento, que es un duelo de 5 contra 5. Orton escogió como equipo al integrante de la pareja campeona de la WWE Kofi Kingston, Sheamus, Mason Ryan & Sin Cara, mientras que Barrett eligió como equipo a Cody Rhodes, Christian, Jack Swagger & Hunico, pero como Christian fue lesionado por Sheamus, el campeón de los Estados Unidos Dolph Ziggler fue designado por su mánager Vickie Guerrero como su reemplazante para estar en el equipo de Barrett en este evento y enfrentar al equipo de Orton.
En Capitol Punishment, Mark Henry atacó a Big Show previo a su lucha contra Alberto Del Rio, en la cual Show no pudo continuar y el árbitro declaró ganador a Del Rio. En una edición de SmackDown, Henry se enfrentaba al Campeón Mundial Peso Pesado Randy Orton en una lucha en la cual, si Henry ganaba, ganaría una oportunidad por el Campeonato de Orton en un futuro cercano, pero durante la lucha, sonó la música de Show, en la cual durante la distracción Orton aprovechó y le aplicó a Henry un «RKO», ganando la lucha, después de esto Henry atacó al técnico encargado de la música y se pactó una lucha entre Henry y Show en Money in the Bank, lucha que tras ganar Henry, atacó a Show con un «Splash» desde la tercera cuerda a su pierna con una silla, provocándole una rotura de peroné (kayfabe). Durante el tiempo que Show estuvo lesionado, Henry derrotó al Campeón Mundial Peso Pesado Randy Orton en Night of Champions, ganando el título. El 3 de octubre, en SmackDown, Show hizo su regreso, atacando a Henry y pactándose un combate en Vengeance, donde terminaron sin resultado después de que Henry le aplicara un «Superplex» a Show y destrozaran el ring.
En SummerSlam, CM Punk derrotó a John Cena, unificando dos Campeonatos de la WWE. Punk ganó la lucha, pero fue atacado al final por Kevin Nash y, después, Alberto Del Rio cobró su maletín del Raw Money in the Bank, ganando el Campeonato de la WWE. Intentó recuperarlo en Hell in a Cell del entonces campeón Cena en un Hell in a Cell Match en la que también participó Del Rio. Sin embargo, el ganador del combate fue Alberto al cubrir a Punk. El 24 de octubre, Punk desafió a Del Rio en una lucha por el Campeonato de la WWE, siendo esto definido por John Laurinaitis la semana siguiente, diciendo que le daría la lucha por el Campeonato si Punk derrotaba al Campeón Mundial Peso Pesado de la WWE Mark Henry, pero durante la lucha Ricardo Rodríguez interfirió a favor de Punk, ganando la lucha por descalificación Henry. Después de la lucha, cuando Punk le reclamó a Laurinaitis, le dijo que le daría la lucha por el Campeonato siempre y cuando Del Rio esté de acuerdo. Esa misma noche, después de que Big Show derrotara a Del Rio, Punk le preguntó si le daría la oportunidad mientras lo tenía bajo un «Anaconda Vise», Del Rio aceptó.

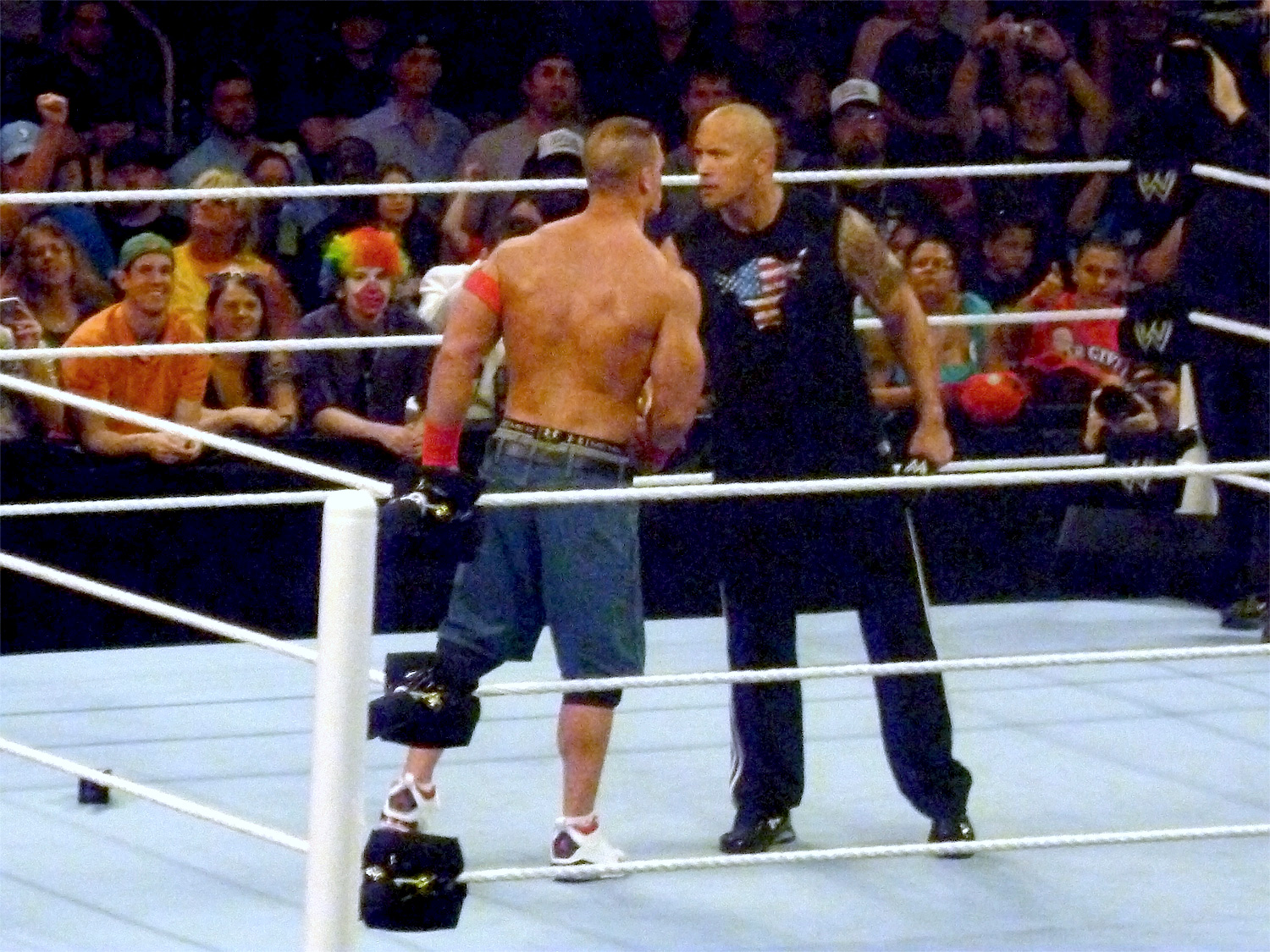
The Rock y John Cena pactando su enfrentamiento en Wrestlemania XXVIII en abril de 2011.

Desde que Triple H se convirtió en el nuevo Jefe de Operaciones de la WWE, inició un feudo con R-Truth, quien acusaba a Triple H y a la empresa en general, de una conspiración en su contra, pero Triple H no hizo caso a las acusaciones de Truth. Después de esto, Truth se unió con The Miz, convenciéndolo de que había una conspiración en contra de ellos, formando una alianza conocida como The Awesome Truth. En Night of Champions, interfirieron en el combate entre CM Punk y Triple H junto a Kevin Nash. A pesar de que Triple H los despidió al día siguiente en Raw, siguieron asistiendo a los eventos de la WWE, interfiriendo en las luchas por el Campeonato de la WWE en Night of Champions y Hell in a Cell. En este último evento Triple H los atacó, luego de que estos fueran arrestados, por atacar a Cena, Punk y Del Rio. Una semana después en Raw, Triple H perdió su puesto que fue tomado por John Laurinaitis, quien los volvió a contratar por decisión de Mr. McMahon. En Vengeance, volvieron a interferir en la lucha por el título, causando la derrota de John Cena ante Alberto Del Rio por el Campeonato de la WWE. La noche siguiente se pactó un combate contra Cena y Zack Ryder, pero le atacaron antes del combate, convirtiendo la lucha en un Handicap Match, siendo descalificados después de atacarlo al mismo tiempo. Después de la lucha, lo siguieron atacando y Laurinaitis pactó una lucha en Survivor Series entre The Awesome Truth y Cena y un compañero a su elección, y Cena eligió como su compañero a The Rock. Anunciado como el equipo más carismático de todos los tiempos, The Rock aceptó su oferta la semana siguiente.

## Resultados
- Dark Match: Santino Marella derrotó a Jinder Mahal.
  - Marella cubrió a Mahal después de un «The Cobra».
- Dolph Ziggler (con Vickie Guerrero) derrotó a John Morrison reteniendo el Campeonato de los Estados Unidos de la WWE. (10:44)
  - Ziggler cubrió a Morrison después de un «Zig Zag».
  - Durante la lucha, el árbitro expulsó a Guerrero del ringside.
  - Después de la lucha, Zack Ryder atacó a Ziggler.
  - Esta fue la última lucha de Morrison en un PPV en la WWE hasta su regreso en Royal Rumble 2020.
- Beth Phoenix derrotó a Eve Torres en un  Lumberjill Match reteniendo el Campeonato de Divas de la WWE. (4:35)
  - Phoenix cubrió a Torres después de un «Glam Slam» desde la segunda cuerda.
  - Las leñadoras fueron: Kelly Kelly, Alicia Fox, Natalya, Rosa Mendes, Brie Bella, Nikki Bella, Tamina Snuka, AJ, Kaitlyn, Aksana y Maxine.
- Team Barrett (Wade Barrett, Cody Rhodes, Dolph Ziggler, Jack Swagger & Hunico) derrotó a Team Orton (Randy Orton, Kofi Kingston, Sheamus, Mason Ryan & Sin Cara) en un Tradicional Survivor Series Elimination Match. (22:10)
  - Originalmente, Christian estaba en el Team Barrett, pero fue sustituido por Ziggler debido a una lesión legítima.
  - Después de ser eliminado, Sheamus atacó a Swagger.

| N.º de eliminación: | Luchador:                                 | Equipo:                                   | Eliminado por:                            | Técnica de eliminación:                   | Tiempo:                                   |
| ------------------- | ----------------------------------------- | ----------------------------------------- | ----------------------------------------- | ----------------------------------------- | ----------------------------------------- |
| 1                   | Dolph Ziggler                             | Team Barrett                              | Randy Orton                               | «RKO»                                     | 1:33                                      |
| 2                   | Sin Cara                                  | Team Orton                                | N/A                                       | Se lastimó y se retiró lesionado.         | 3:44                                      |
| 3                   | Mason Ryan                                | Team Orton                                | Cody Rhodes                               | «Cross Rhodes»                            | 8:52                                      |
| 4                   | Kofi Kingston                             | Team Orton                                | Wade Barrett                              | «Wasteland»                               | 14:06                                     |
| 5                   | Sheamus                                   | Team Orton                                | N/A                                       | Descalificado por atacar a Swagger.       | 18:30                                     |
| 6                   | Jack Swagger                              | Team Barrett                              | Randy Orton                               | «Brogue Kick» de Sheamus.                 | 19:33                                     |
| 7                   | Hunico                                    | Team Barrett                              | Randy Orton                               | «RKO» en el aire.                         | 21:38                                     |
| 8                   | Randy Orton                               | Team Orton                                | Wade Barrett                              | «Wasteland»                               | 22:10                                     |
| Sobrevivientes:     | Wade Barrett & Cody Rhodes (Team Barrett) | Wade Barrett & Cody Rhodes (Team Barrett) | Wade Barrett & Cody Rhodes (Team Barrett) | Wade Barrett & Cody Rhodes (Team Barrett) | Wade Barrett & Cody Rhodes (Team Barrett) |
- The Big Show derrotó al Campeón Mundial Peso Pesado Mark Henry por descalificación. (13:04)
  - Henry fue descalificado después de aplicar un «Low Blow» a Show.
  - Después de la lucha, Henry intentó atacar a Show con una silla, pero Show le aplicó un «K.O. Punch» y un «Atomic Leg Drop» en la pierna de Henry con la silla.
  - Como resultado, Henry retuvo el campeonato.
- CM Punk derrotó a Alberto Del Rio (con Ricardo Rodríguez) ganando el Campeonato de la WWE.(17:17)
  - Punk forzó a Del Rio a rendirse con un «Anaconda Vise».
  - Durante la lucha, Rodríguez interfirió distrayendo a Punk.
  - Howard Finkel fue el anunciador especial de Punk.
- The Rock & John Cena derrotaron a The Awesome Truth (The Miz & R-Truth). (21:35)
  - The Rock cubrió a The Miz después de un «People’s Elbow»
  - Después de la lucha, The Rock aplicó un «Rock Bottom» a Cena.
  - Este fue el primer combate de The Rock en su regreso a la WWE después de 7 años de ausencia.